# Five Lessons Learned
Five Lessons Learned è il quinto album della punk band statunitense $wingin' Utter$ pubblicato per la Fat Wreck Chords nel 1998.

## Tracce
1. Five Lessons Learned
2. Tell Me Lies
3. A Promise to Distinction
4. The Stooge
5. Picture's Perfect
6. This Bastard's Life
7. As You Start Leaving
8. I Need Feedback
9. Good People
10. As Sure as I'm Down
11. Untitled 21
12. Unpopular Again
13. New Day Rising
14. Two Jacks Shitty
15. Fruitless Fortunes

## Formazione

### Gruppo
- Johnny Bonnel - voce
- Max Huber - chitarra
- Greg McEntee - batteria
- Darius Koski - chitarra, voce

### Altri musicisti
- John Maurer - basso (tracce 2, 3, 6, 7, 9, 10, 13, 14)
- Howie Pyro - basso (traccia 11)
- Fat Mike - basso (traccia 12)
- Rockin Lloyd Tripp - contrabbasso (traccia 15)
- Seth Lorenzi - organo Hammond, Organo Vox, organo elettrico
- Max Butler - mandolino
- Chris Shiflett - chitarra (tracce 8, 11)
- Ryan Greene - tamburello (traccia 12)
- Spike Slawson - voce (tracce 5, 8)
- Morty Okin - tromba
- Van Hughes - trombone
- David Murotake - sassofono tenore
- Tom Griesser - sassofono baritono